# 4849 Ardenne
4849 Ardenne è un asteroide della fascia principale. Scoperto nel 1936, presenta un'orbita caratterizzata da un semiasse maggiore pari a 2,2785422 UA e da un'eccentricità di 0,1117314, inclinata di 2,99639° rispetto all'eclittica.